# Lasiocnemus hermanni
Lasiocnemus hermanni är en tvåvingeart som beskrevs av Emile Janssens 1952. Lasiocnemus hermanni ingår i släktet Lasiocnemus och familjen rovflugor. Inga underarter finns listade i Catalogue of Life.